# Maximilian Foidl
Maximilian „Max“ Foidl (* 8. Oktober 1995) ist ein österreichischer Mountainbiker, der im Cross-Country aktiv ist.

## Sportlicher Werdegang
In der U23 wurde Foidl 2015 und 2017 österreichischer Staatsmeister im Cross-Country XCO. Im UCI-Mountainbike-Weltcup der U23 war seine beste Platzierung ein sechster Rang in der Saison 2017. Mit dem Wechsel in die Elite wurde er 2018 Mountainbike-Profi. Seine Leistungen steigerte er von Jahr zu Jahr. Die besten Ergebnisse waren bisher im Weltcup ein 20. Platz sowie bei internationalen Meisterschaften der 10. Platz bei den Mountainbike-Europameisterschaften jeweils in der Saison 2020. Anfang Juni 2021 gewann er erstmals die Staatsmeisterschaften im Cross-Country in der Elite.
In der Qualifikation für den einzigen Quotenplatz Österreichs bei den Olympischen Sommerspielen 2020 in Tokio setzte sich Foidl gegen Karl Markt und Gregor Raggl durch. Im olympischen Cross-Country-Rennen belegte er den 17. Platz. 2024 kam er im olympischen Mountainbikerennen auf den 22. Platz.
2022 bis 2025 verteidigte Foidl bei den nationalen Meisterschaften erfolgreich seinen Titel im XCO. Im Short Track wurde er 2022 und 2023 Vizemeister, 2025 sicherte er sich erstmals den Titel in der Disziplin. 

## Erfolge
2015
- Österreichischer Staatsmeister (U23) – Cross-Country XCO

2017
- Österreichischer Staatsmeister (U23) – Cross-Country XCO

2021
- Österreichischer Staatsmeister – Cross-Country XCO

2022
- Österreichischer Staatsmeister – Cross-Country XCO

2023
- Österreichischer Staatsmeister – Cross-Country XCO

2024
- Österreichischer Staatsmeister – Cross-Country XCO

2025
- Österreichischer Staatsmeister – Cross-Country XCO und Short Track XCC